# Pirro I Visconti Borromeo
Pirro I Visconti Borromeo (Milano, 1560 – Milano, 9 gennaio 1604) è stato un nobile, mecenate e militare italiano.

## Biografia

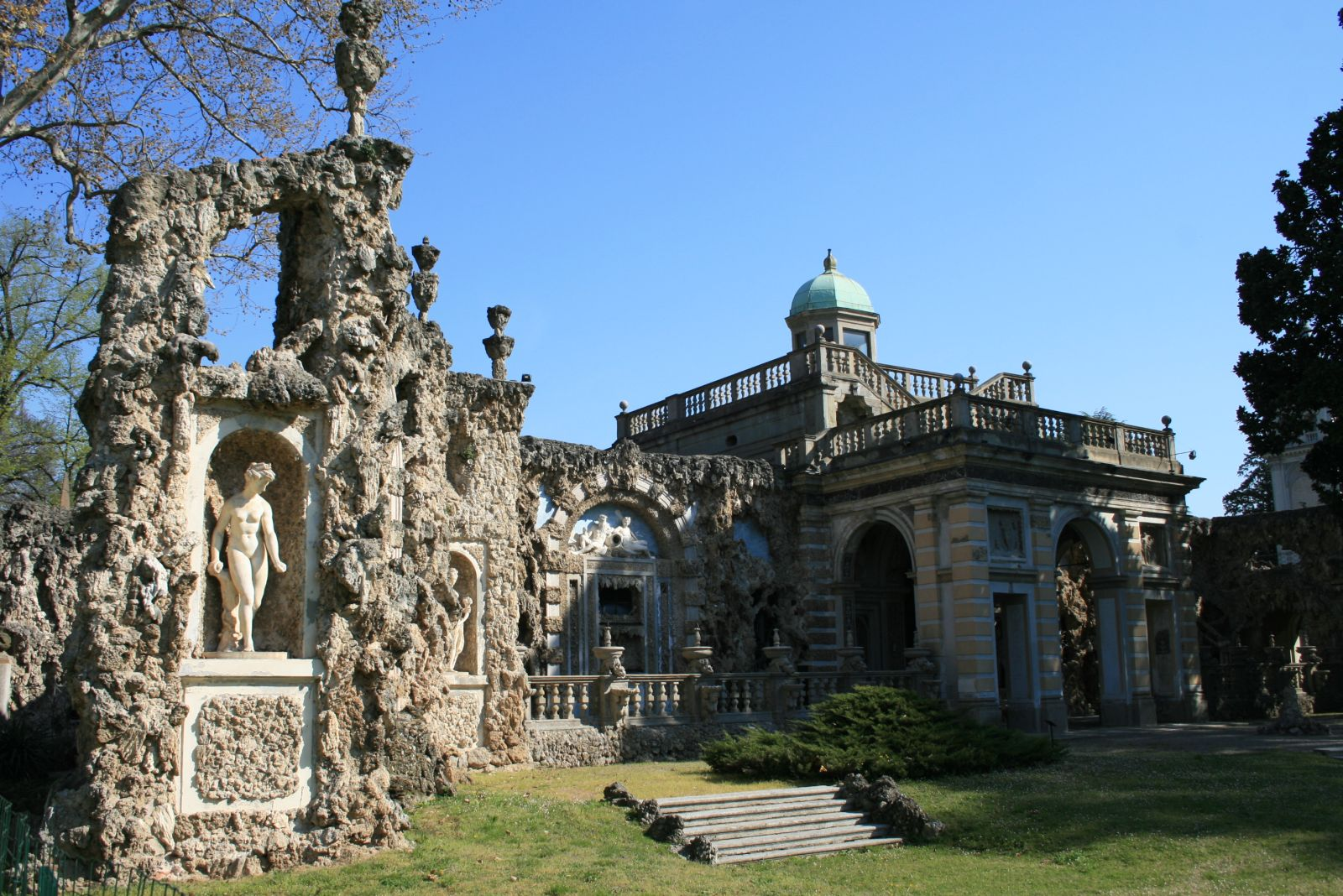
Il ninfeo di Villa Litta a Lainate, edificato nel 1585 per volere di Pirro Visconti Borromeo

Pirro I Visconti Borromeo, figlio del conte Fabio Visconti Borromeo e di sua moglie, la contessa Costanza Trivulzio, nacque a Milano nel 1560. Entrambi i suoi genitori appartenevano a famiglie dell'alta nobiltà milanese e per parte di padre era imparentato coi Visconti signori di Milano.
Cresciuto ed educato a Milano con la sorella Anna Maria, con la fortuna accumulata dalla sua famiglia divenne un importante mecenate delle arti. 
Pirro fu un membro della cosiddetta Accademia dei Facchini della Val di Blenio, patrocinando diversi artisti operanti al suo interno, quali Martino Bassi e Bernardino Campi. Pirro fu inoltre protettore del letterato Gherardo Borgogni.
Nel 1585 pensò di realizzare il proprio sogno artistico in un terreno ad uso agricolo che faceva parte di una vasta tenuta a Lainate, nel contado milanese, erigendo qui una maestosa villa con annesso ninfeo e giochi d'acqua. Per quest'opera chiamò ad operare presso di sé alcuni artisti del periodo tra cui l'architetto Martino Bassi ed i pittori Camillo Procaccini e Pier Francesco Mazzucchelli detto il Morazzone.
Nel 1597 divenne decurione a Milano ed iniziò parallelamente a svolgere, da collezionista, l'attività di mediatore d'arte per la famiglia Gonzaga. Nel 1590 acquistò villa Pliniana del Torno sul Lago di Como.
Morì a Milano il 9 gennaio del 1604, a 44 anni di età.

## Matrimonio e discendenza
Sposò in prime nozze Ippolita Porro, figlia di Alessandro e Giulia Marliani, morta nel 1584, dalla quale ebbe una figlia:
- Costanza (1581-1611), monaca

Nello stesso anno della morte della moglie, si risposò con la nobildonna Camilla Marino, figlia di Giovanni Battista e Luisa Doria, dalla quale ebbe i seguenti figli:
- Vitaliano (m. 1617)
- Fabio (1594-1623), decurione a Milano e giudice delle strade, sposò Bianca Spinola. Dal matrimonio nacquero:
  - Pirro II Visconti Borromeo (m. nel 1676), primo conte di Brebbia
  - Vitaliano Visconti Borromeo (1618-1671), cardinale
- Margherita, sposò Gian Pietro Serbelloni, conte di Castiglione (nipote di Gabrio Serbelloni)

## Ascendenza
|                                       |                   |                                          | Genitori                             |  |  | Nonni |  |  | Bisnonni                |  |  | Trisnonni                           |  |
|                                       |                   |                                          |                                      |  |  |       |  |  | Giovanni Maria Visconti |  |  | Filippo Maria Visconti di Albizzate |  |
|                                       |                   |                                          |                                      |  |  |       |  |  | Giovanni Maria Visconti |  |  | Filippo Maria Visconti di Albizzate |  |
|                                       |                   | Maria Del Carretto                       |                                      |  |  |       |  |  | Giovanni Maria Visconti |  |  |                                     |  |
| Gaspare Visconti Borromeo             |                   |                                          |                                      |  |  |       |  |  | Giovanni Maria Visconti |  |  |                                     |  |
|                                       |                   | Giustina Borromeo                        | Filippo Borromeo                     |  |  |       |  |  |                         |  |  |                                     |  |
|                                       |                   | Giustina Borromeo                        | Filippo Borromeo                     |  |  |       |  |  |                         |  |  |                                     |  |
|                                       |                   | Giustina Borromeo                        | Francesca Visconti                   |  |  |       |  |  |                         |  |  |                                     |  |
| Fabio Visconti Borromeo               |                   | Giustina Borromeo                        |                                      |  |  |       |  |  |                         |  |  |                                     |  |
|                                       |                   | Gerolamo Reverti                         | Ambrogio Reverti                     |  |  |       |  |  |                         |  |  |                                     |  |
|                                       |                   | Gerolamo Reverti                         | Ambrogio Reverti                     |  |  |       |  |  |                         |  |  |                                     |  |
|                                       |                   | Gerolamo Reverti                         | Lucia Marliani                       |  |  |       |  |  |                         |  |  |                                     |  |
| Lucrezia Reverti                      |                   | Gerolamo Reverti                         |                                      |  |  |       |  |  |                         |  |  |                                     |  |
|                                       |                   | Antonia Visconti                         | Gaspare Visconti                     |  |  |       |  |  |                         |  |  |                                     |  |
|                                       |                   | Antonia Visconti                         | Gaspare Visconti                     |  |  |       |  |  |                         |  |  |                                     |  |
|                                       |                   | Antonia Visconti                         | Orsina Lampugnani                    |  |  |       |  |  |                         |  |  |                                     |  |
| Pirro I Visconti Borromeo             |                   | Antonia Visconti                         |                                      |  |  |       |  |  |                         |  |  |                                     |  |
|                                       | Giorgio Trivulzio | Gianfermo Trivulzio                      |                                      |  |  |       |  |  |                         |  |  |                                     |  |
|                                       | Giorgio Trivulzio | Gianfermo Trivulzio                      |                                      |  |  |       |  |  |                         |  |  |                                     |  |
|                                       | Giorgio Trivulzio | Margherita Valperga                      |                                      |  |  |       |  |  |                         |  |  |                                     |  |
| Gianfermo Trivulzio, I conte di Melzo | Giorgio Trivulzio |                                          |                                      |  |  |       |  |  |                         |  |  |                                     |  |
|                                       |                   | Caterina Trivulzio                       | Agostino Trivulzio                   |  |  |       |  |  |                         |  |  |                                     |  |
|                                       |                   | Caterina Trivulzio                       | Agostino Trivulzio                   |  |  |       |  |  |                         |  |  |                                     |  |
|                                       |                   | Caterina Trivulzio                       | Susanna Borri                        |  |  |       |  |  |                         |  |  |                                     |  |
| Costanza Trivulzio                    |                   | Caterina Trivulzio                       |                                      |  |  |       |  |  |                         |  |  |                                     |  |
|                                       |                   | Marcantonio Landi, II conte di Borgotaro | Federico Landi, I conte di Borgotaro |  |  |       |  |  |                         |  |  |                                     |  |
|                                       |                   | Marcantonio Landi, II conte di Borgotaro | Federico Landi, I conte di Borgotaro |  |  |       |  |  |                         |  |  |                                     |  |
|                                       |                   | Marcantonio Landi, II conte di Borgotaro | Caterina Pallavicini                 |  |  |       |  |  |                         |  |  |                                     |  |
| Caterina Landi                        |                   | Marcantonio Landi, II conte di Borgotaro |                                      |  |  |       |  |  |                         |  |  |                                     |  |
|                                       |                   | Costanza Fregoso                         | Agostino Fregoso                     |  |  |       |  |  |                         |  |  |                                     |  |
|                                       |                   | Costanza Fregoso                         | Agostino Fregoso                     |  |  |       |  |  |                         |  |  |                                     |  |
|                                       |                   | Costanza Fregoso                         | Gentile di Montefeltro               |  |  |       |  |  |                         |  |  |                                     |  |
|                                       |                   | Costanza Fregoso                         |                                      |  |  |       |  |  |                         |  |  |                                     |  |